# 1990 في روسيا
فيما يلي قوائم الأحداث التي وقعت خلال عام 1990 في روسيا.

## سياسة

### تعيين في المنصب
- 29 مايو – بوريس يلتسن رئيس مجلس السوفيت الأعلى للاتحاد الروسي  [لغات أخرى]‏.

## ظهور
- 11 نوفمبر – روسيسكايا جازيتا

## مواليد

### يناير
- 12 يناير – سيرغي كارياكن[1]
- 19 يناير – ماريا باساراب لاعبة كرة يد روسية.

### فبراير
- 5 فبراير – دميتري أندريكن لاعب شطرنج روسي.
- 6 فبراير – تاتيانا خميروفا لاعبة كرة يد روسية.
- 9 فبراير – فيودور سمولوف لاعب كرة قدم روسي.[2]

### مارس
- 10 مارس – إنا ديرغلاسوفا مسايفة روسية.
- 15 مارس – كونستانتين راوتش لاعب كرة قدم ألماني.[3]
- 28 مارس – إيكاتيرينا بوبروفا

### أبريل
- 16 أبريل – ليف تسيليشتشيف لاعب كرة يد روسي.

### مايو
- 9 مايو – إيفغيني دونسكوي لاعب كرة مضرب روسي.
- 26 مايو – يوري لوديجين لاعب كرة قدم روسي.[4]

### يونيو
- 16 يونيو – أناستازيا بيفوفاروفا لاعبة كرة مضرب روسية.
- 17 يونيو – ألان دزاغويف لاعب كرة قدم روسي.[5]
- 19 يونيو – كسينيا ليكينا لاعبة كرة مضرب روسية.

### يوليو
- 22 يوليو – إيفيجينيا كولودكو رياضية روسية.
- 29 يوليو – آنا سيليزنيفا عارضة روسية.[6]
- 29 يوليو – أوليغ شاتوف لاعب كرة قدم روسي.[7]

### أغسطس
- 2 أغسطس – فيتاليا دياتشينكو لاعبة كرة مضرب روسية.
- 9 أغسطس – إيليا بيليايف لاعب كرة مضرب روسي.
- 19 أغسطس – فلاديمير كراسنوف[8]

### سبتمبر
- 19 سبتمبر – إيفغيني نوفيكوف سائق رالي روسي.
- 19 سبتمبر – كسينيا ماكييفا لاعبة كرة يد روسية.
- 25 سبتمبر – داريا ستروكوس[9]

### أكتوبر
- 4 أكتوبر – سيرغي شوبنكوف رياضي روسي.[10]

### نوفمبر
- 15 نوفمبر – صوفيا رودييفا
- 29 نوفمبر – غليب كالاراش لاعب كرة يد روسي.

### ديسمبر
- 3 ديسمبر – آنا سين لاعبة كرة يد روسية.
- 26 ديسمبر – دينيس تشيريشيف لاعب كرة قدم إسباني.[11]

## وفيات

### يناير
- 6 يناير – بافل شيرنكوف (مواليد 1904)

### مارس
- 20 مارس – ليف ياشين (مواليد 1929) لاعب كرة قدم روسي.

### أبريل
- 11 أبريل – نينا كولاغينا (مواليد 1926) روسية يزعم انها تملك قدرة نفسية.[12]

### يونيو
- 22 يونيو – إليا فرانك (مواليد 1908)[13]

### يوليو
- 22 يوليو – إدوارد ستريلتسوف (مواليد 1937) لاعب كرة قدم سوفيتي.

### أغسطس
- 15 أغسطس – فيكتور تسوي (مواليد 1962)[14]

### سبتمبر
- 9 سبتمبر – ألكسندر مين (مواليد 1935)[15]

### نوفمبر
- 19 نوفمبر – جورجي فليروف (مواليد 1913)

### ديسمبر
- 23 ديسمبر – سيرج دانوت (مواليد 1931) فنان فرنسي.[16]
- 31 ديسمبر – فاسيلي لازاريف (مواليد 1928)